# Ibn al-Shatir
 Ala Al-Din Abu’l-Hasan Ali Ibn Ibrahim Ibn Al-Shatir  și a fost cel mai renumit astronom musulman al secolului XIV, făcând progrese substanțiale în proiectarea instrumentelor astronomice. 
A fost de asemenea muwaqqit la Moscheea Omeyada din Damasc,  matematician,  inginer și inventator.
Cea mai semnificativă contribuție a sa în astronomie a fost teoria planetară.

## Viața
S-a născut în Damasc, la vârsta de 6 ani tatăl său a murit, fiind crescut de rudele sale. A adunat o avere, pe care a folosit-o în scopul studierii matematicii. A plecat pentru o perioadă în Egipt, întorcându-se apoi în Damasc, unde a aprofundat studiul în domeniul astronomiei, domeniu în care a excelat.

## Astronomie
Cel mai important tratat astronomic al său a fost „Ultima întrebare privind originea” (The Final Quest Concerning the Rectification of Principles) unde a adus schimbări majore reformelor lui Ptolemeu privind Luna, Soarele și planetele. Ibn al-Shatir a studiat cu atenție dimensiunile soarelui și ale lunii în timpul eclipsei și a ajuns la concluzia că rezultatele contravin teoriei lui Ptolemeu.
Spre deosebire de astronomii anteriori,  Ibn al-Shatir nu a avut obiecții filosofice vis-a-vis de modelul astronomic al lui Ptolemeu, dar era preocupat să vadă cât de bine se potrivesc propriile sale observații empirice.  
Creând prima teorie a Cosmosului, bazată pe nenumărate calcule matematice, Ibn al-Shatir a marcat o nouă eră a astronomiei care poate fi considerată „Revoluția științifică dinaintea Renașterii”

## Influență
Deși sistemul său a fost unul geocentric, eliminând pe cel excentric al lui Ptolemeu, detaliile matematice ale sistemului său le cuprindea pe cele ale lui Nicolaus Copernicus, care a păstrat totuși elemente din cele ale lui Ptolemeu, modelul lunar al lui Ptolemeu fiind astfel identic cu cel al lui Ibn al-Shatir.Un istoric contemporan a declarat că a vizitat și inspectat în anul 1343 un laborator în care își desfășura activitatea al-Shatir. Mențiunile acestuia sunt dificil de înțeles, dar se pare că instrumentul avea forma uni arc, măsura trei sferturi dintr-un cubit lungime și era fixat perpendicular pe un perete . O parte a instrumentului se rotea o dată la 24 de ore, și uneori afișa atât orele echinocțiale, cât și cele sezoniere. Mecanismul de funcționare nu era vizibil și probabil era fixat în perete. În afară de aceste referințe, nu avem nicio altă relatare contemporană despre continuitatea acestor sofisticate dispozitive mecanice care au apărut în Siria cu 200 de ani înainte ca ele să fie cunoscute în lume. Astronomii care au urmat, din Damasc și Cairo,  nu par să fi fost interesați de modelul non Ptolemeic al lui al-Shatir, venind cu alte versiuni, însă, în forma sa originală, acest model a fost folosit în ambele orașe, timp de mai multe secole, aceste principale instrumente rămânând populare până târziu în Siria, Egipt și Turcia, cele trei centre de pontaj astronomic din lumea islamică . Modelul lui al-Shatir a influențat astronomia din lumea islamică, răspândindu-se pe scară largă, însă s-a dovedit a fi neroditoare.  
Ibn al-Shatir a realizat și un sistem de tabele pentru afișarea valorilor anumitor funcții astronomice sferice referitoare la timpul de rugăciune, însă latitudinea utilizată pentru aceste tabele a fost de 34 de grade, corespunzătoare unei localități neprecizate situate la nord de Damasc.  El a proiectat și construit de asemenea un cadran solar orizontal, care a fost ridicat pe minaretul moscheii Omeyade din Damasc.  Astăzi, pe minaret există o copie identică a instrumentului, realizată în secolul XIX. Fragmente ale instrumentului original sunt conservate în grădina Muzeului Național din Damasc.

## Compendiu
Compendiu, un instrument astronomic multi-scop deosebit de important în acea perioada, a fost proiectat și construit de Ibn al-Shatir, devenind popular mai târziu, în Europa Renașterii.

## Instrumentul universal
Ibn al-Shatir a realizat alt instrument astronomic, pe care l-a numit instrument universal. O analiză a acestui instrument a fost realizată de astronomul și inginerul otoman Taqi al-Din, în lucrarea sa intitulată „Cartea fructelor coapte din clusterele instrumentului universal”  (Book of Ripe Fruits from Clusters of Universal Instrument) care l-a păstrat la Observatorul Istanbul – Taqi al-Din.

## Vezi și
- Revoluția copernicană